# Edward Morley
Edward Williams Morley (29.1.1838 - 24.2.1923) là một nhà khoa học người Mỹ, nổi tiếng vì thí nghiệm Michelson-Morley.

## Thời niên thiếu
Morley sinh tại Newark, New Jersey và lớn lên ở West Hartford, Connecticut. Ông tốt nghiệp trường Williams College (ở Williamstown, Massachusetts) năm 1860.

## Sự nghiệp
Từ năm 1869 tới 1906 ông là giáo sư hóa học ở Western Reserve College (đã liên hiệp với Đại học Case Western Reserve ngày nay ở Cleveland, Ohio).
Công trình nghiên cứu nổi tiếng của ông – khi làm chung với Albert Abraham Michelson năm 1887 - là thí nghiệm Michelson-Morley. Nhưng cả ông và Michelson chưa đi đến kết luận là thí nghiệm này đã bác bỏ giả thuyết ête. Tuy nhiên, các người khác đã chứng minh, và cuối cùng đã dẫn tới thuyết tương đối của Einstein. 
Morley cũng làm các thí nghiệm ête chung với Dayton Miller sau khi làm chung với Michelson.
Ngoài ra, Morley cũng nghiên cứu thành phần oxy trong khí quyển Trái Đất, sự giãn nở do nhiệt và tốc độ ánh sáng trong từ trường.

## Vinh dự
Morley đã là chủ tịch của Hiệp hội thúc đẩy tiến bộ Khoa học Hoa Kỳ (1895) và chủ tịch của Hội Hóa học Hoa Kỳ (1899).
Hố trên Mặt Trăng Morley được đặt teo tên ông. Trường tiểu học công lập Morley ở West Hartford cũng được đặt theo tên ông. Nhà của Morley ở West Hartford được trở thành một National Historic Landmark năm 1975.

## Giải thưởng
- Huy chương Davy của "Royal Society of London" (1907)
- Huy chương Elliott Cresson của "Viện Franklin của tiểu bang Pennsylvania" (1912)
- Giải Willard Gibbs (1899).